# This Is Me
«This Is Me» es una canción interpretada por Demi Lovato como Mitchie Torres, junto con el cantante Joe Jonas como Shane Gray. La canción fue escrita por Andy Dodd y Adam Watts para la banda sonora de la película original de Disney Channel Camp Rock. Fue lanzada para su descarga digital el 17 de junio de 2008 en iTunes Store. La canción abarca generalmente los géneros del pop rock, power pop y teen pop.
El sencillo fue también incluido en el álbum recopilatorio Disney Channel Playlist junto con los temas «So Far, So Great» y «One and the Same», del cual este último Selena Gomez colabora. Durante 2008 la versión en vivo fue incluida en la banda sonora de la película en concierto Jonas Brothers: The 3D Concert Experience. «Lo Que Soy» (versión en español de «This Is Me») se incluyó en la edición de lujo de Don't Forget, y en Disney Girlz Rock, Vol. 2 junto a «This Is Me» como una pista adicional.

## Argumento de la canción
Mitchie (Demi Lovato) comienza la canción diciendo que siempre se ocultaba y que por ello, siempre ha tenido miedo a mostrarse como realmente es, y decide expresarse como es mediante la canción, mostrándose orgullosa.
En el momento en el cual Shane (Joe Jonas) colabora (estrofa denominada como «Gotta Find You»), el joven le dice a Mitchie que ella es lo que el necesita, que ella es la razón por la que canta y que ahora que ha averiguado quien es esa voz que suena en su cabeza, sabe que ella es quien estaba buscando y se muestra satisfecho por haberla encontrado.
Ella le responde cantando parte de la estrofa de la canción, por lo que se entiende que está contenta por ser quien el buscaba.

## Promoción

### Versiones y presentaciones en directo
Holly Hull ganadora de My Camp Rock UK, realizó una versión del sencillo tanto como en la audición, como en el concierto final. Lovato presentó «This Is Me», junto con «Get Back» y «That's How You Know» durante la apertura de los Disney Channel Games 2008. También interpretó el tema su gira promocional Demi Live! Warm Up Tour y Burnin' Up Tour en 2008. Y durante 2009 a 2010 en sus tres giras Summer Tour 2009, Fall Tour 2009 y South America Tour 2010.

## Lista de canciones
- Descarga digital

| UK Digital Single |              |          |  |
| N.º               | Título       | Duración |  |
| 1.                | «This Is Me» | 3:27     |  |

| Camp Rock «This Is Me» Digital US EP |                  |          |  |
| N.º                                  | Título           | Duración |  |
| 1.                                   | «This Is Me»     | 3:09     |  |
| 2.                                   | «Gotta Find You» | 4:07     |  |

| «This Is Me» Versión Acústica Extendida |                                      |          |  |
| N.º                                     | Título                               | Duración |  |
| 1.                                      | «This Is Me» (Acoustic Full Version) | 3:28     |  |

## Posicionamiento en listas

### Semanales
| País           | Lista                    | Mejor posición |      |
| 2008           | 2008                     | 2008           | 2008 |
| -------------- | ------------------------ | -------------- | ---- |
| Alemania       | German Singles Chart     | 36             |      |
| Australia      | Australian Singles Chart | 46             |      |
| Austria        | Ö3 Austria Top 40        | 18             |      |
| Brasil         | ABPD                     | 3              |      |
| Canadá         | Canadian Hot 100         | 16             |      |
| Escocia        | Scottish Singles Chart   | 68             |      |
| Estados Unidos | Billboard Hot 100        | 9              |      |
| Estados Unidos | Pop 100                  | 22             |      |
| Estados Unidos | Digital Songs            | 2              |      |
| Hungría        | Rádiós Top 40            | 15             |      |
| Irlanda        | Irish Singles Chart      | 27             |      |
| Noruega        | VG-lista                 | 12             |      |
| Reino Unido    | UK Singles Chart         | 33             |      |
| Suiza          | Swiss Singles Charts     | 39             |      |

### Anuales
| País    | Lista (2009)            | Posición |
| ------- | ----------------------- | -------- |
| Hungría | Hungarian Singles Chart | 109      |

### Ventas
| País           | Ventas  |
| -------------- | ------- |
| Estados Unidos | 850,000 |

## Historial de lanzamientos
| País           | Fecha                    | Formato          | Ref.  |
| -------------- | ------------------------ | ---------------- | ----- |
| Estados Unidos | 17 de junio de 2008      | Descarga digital | -     |
| Reino Unido    | 14 de septiembre de 2008 | Descarga digital | [ 8 ] |